# Miach
En la mitologia irlandesa, Miach (pronunciació irlandesa: [ˈmʲiːəx]) era fill de Dian Cecht dels Tuatha Dé Danann. Va substituir el braç de plata que el seu pare va fer per a Nuada per un braç de carn i ossos; Dian Cecht el va matar per gelosia per poder-ho fer quan ell mateix no podia. Dian Cecht el va matar tallant quatre vegades el cap d'en Miach amb l'espasa. El primer cop només va tallar la pell d'en Miach i Miach la va curar. El segon cop va trencar el crani d'en Miach, però en Miach també el va curar. El tercer tall va tocar el cervell d'en Miach, però Miach fins i tot es va poder curar. El quart atac de Dian Cecht va tallar el cervell del seu fill per la meitat i finalment va matar Miach. Això va donar com a resultat 365 herbes que van créixer de la seva tomba, que la seva germana Airmed va organitzar, però que el seu pare va escampar. En qualsevol cas, però, més tard es veu a Miach a la història continuant curant els Tuatha Dé pel costat del seu pare i la seva germana, així que aparentment no hi havia ressentiments.
A El destí dels fills de Tuireann Miach fa una aparició amb el seu germà Oirmiach al començament de la història. A la història, substitueixen l'ull desaparegut del porter de Nuada per l'ull d'un gat. Aleshores treuen un diable del braç ennegrit de Nuada i el maten. Finalment, troben un braç de reemplaçament per a Nuada, i Oirmiach li col·loca mentre en Miach recupera herbes per completar la curació.

## Etimologia
Miach es tradueix sovint com "bushel" (unitat de mesura que equival a 8 galons (uns 36 litres)), però té el significat d'una quantitat acordada de gra; Els textos de la llei irlandesa també utilitzen miach en referència a una quantitat de gra maltat, i a Munster hi ha referència a un fleith en méich o "Festa de Miach".

## Importància
Els néts dels Dagda, Miach i el seu germà Oirmiach es planteja la hipòtesi que són els vestigis dels Bessons Divins Celtes. Els noms al·literatius són un segell distintiu de l'agermanament, indicant que els dos germans eren d'origen bessons. Són els metges dels Tuatha De Danann i en arribar a la cort de Nuadu són descrits com "guapos, joves i de bona estatura"; la bellesa és una de les signatures dels déus bessons de la tercera funció. Quan Miach (o en els relats alternatius tant Miach com Oirmiach) és assassinat pel seu pare Dian Cecht, de la seva tomba creixen 365 herbes, el mateix nombre de dies en un any solar, que pot significar la totalitat. Finalment, la curació de Miach del braç de Nuadu dura tres vegades nou dies o 27 dies en total, el mateix que un mes lunar.